# محافظة باك ننه
محافظة باك ننه  ( بالفيتنامية : Bắc Ninh ) هي إحدى محافظات فيتنام. وتقع في دلتا النهر الأحمر في الجزء الشمالي من البلاد.

## المناخ
يظهر الجدول التالي التغييرات المناخية على مدار السنة لمحافظة باك ننه:
| البيانات المناخية لـمحافظة باك ننه | البيانات المناخية لـمحافظة باك ننه | البيانات المناخية لـمحافظة باك ننه | البيانات المناخية لـمحافظة باك ننه | البيانات المناخية لـمحافظة باك ننه | البيانات المناخية لـمحافظة باك ننه | البيانات المناخية لـمحافظة باك ننه | البيانات المناخية لـمحافظة باك ننه | البيانات المناخية لـمحافظة باك ننه | البيانات المناخية لـمحافظة باك ننه | البيانات المناخية لـمحافظة باك ننه | البيانات المناخية لـمحافظة باك ننه | البيانات المناخية لـمحافظة باك ننه | البيانات المناخية لـمحافظة باك ننه |
| الشهر                              | يناير                              | فبراير                             | مارس                               | أبريل                              | مايو                               | يونيو                              | يوليو                              | أغسطس                              | سبتمبر                             | أكتوبر                             | نوفمبر                             | ديسمبر                             | المعدل السنوي                      |
| ---------------------------------- | ---------------------------------- | ---------------------------------- | ---------------------------------- | ---------------------------------- | ---------------------------------- | ---------------------------------- | ---------------------------------- | ---------------------------------- | ---------------------------------- | ---------------------------------- | ---------------------------------- | ---------------------------------- | ---------------------------------- |
| متوسط درجة الحرارة الكبرى °م (°ف)  | 19.9 (67.8)                        | 20.4 (68.7)                        | 23 (73)                            | 27.4 (81.3)                        | 31.8 (89.2)                        | 33 (91)                            | 32.8 (91.0)                        | 32.2 (90.0)                        | 31.2 (88.2)                        | 29 (84)                            | 25.6 (78.1)                        | 22.1 (71.8)                        | 27.4 (81.2)                        |
| المتوسط اليومي °م (°ف)             | 16.5 (61.7)                        | 17.4 (63.3)                        | 20 (68)                            | 24 (75)                            | 27.7 (81.9)                        | 29.2 (84.6)                        | 29.2 (84.6)                        | 28.8 (83.8)                        | 27.7 (81.9)                        | 25.2 (77.4)                        | 21.6 (70.9)                        | 18.5 (65.3)                        | 23.8 (74.9)                        |
| متوسط درجة الحرارة الصغرى °م (°ف)  | 13.2 (55.8)                        | 14.4 (57.9)                        | 17.1 (62.8)                        | 20.6 (69.1)                        | 23.7 (74.7)                        | 24.6 (76.3)                        | 25.5 (77.9)                        | 25.4 (77.7)                        | 24.2 (75.6)                        | 21.4 (70.5)                        | 17.7 (63.9)                        | 14.9 (58.8)                        | 20.2 (68.4)                        |
| معدل هطول الأمطار مم (إنش)         | 12 (0.5)                           | 33 (1.3)                           | 34 (1.3)                           | 87 (3.4)                           | 211 (8.3)                          | 245 (9.6)                          | 332 (13.1)                         | 337 (13.3)                         | 234 (9.2)                          | 98 (3.9)                           | 34 (1.3)                           | 23 (0.9)                           | 1٬680 (66.1)                       |
| المصدر: climate-data.org           |                                    |                                    |                                    |                                    |                                    |                                    |                                    |                                    |                                    |                                    |                                    |                                    |                                    |

## المصدر
1. 1 2   https://www.gso.gov.vn/en/px-web/?pxid=E0201&theme=Population%20and%20Employment. {{استشهاد ويب}}: |url= بحاجة لعنوان (مساعدة) والوسيط |title= غير موجود أو فارغ (من ويكي بيانات) (مساعدة)
2. ↑   https://monre.gov.vn/VanBan/Lists/VanBanChiDao/Attachments/3012/b4.2_Signed.pdf. {{استشهاد ويب}}: |url= بحاجة لعنوان (مساعدة) والوسيط |title= غير موجود أو فارغ (من ويكي بيانات) (مساعدة)
3. ↑   https://www.gso.gov.vn/wp-content/uploads/2023/06/Sach-Nien-giam-TK-2022-final.pdf. {{استشهاد ويب}}: |url= بحاجة لعنوان (مساعدة) والوسيط |title= غير موجود أو فارغ (من ويكي بيانات) (مساعدة)
4. 1 2   https://www.gso.gov.vn/en/px-web/?pxid=E0203-07&theme=Population%20and%20Employment. {{استشهاد ويب}}: |url= بحاجة لعنوان (مساعدة) والوسيط |title= غير موجود أو فارغ (من ويكي بيانات) (مساعدة)
5. ↑   http://postcode.vn/. {{استشهاد ويب}}: |url= بحاجة لعنوان (مساعدة) والوسيط |title= غير موجود أو فارغ (من ويكي بيانات) (مساعدة)
6. ↑   https://mabuuchinh.vn/. {{استشهاد ويب}}: |url= بحاجة لعنوان (مساعدة) والوسيط |title= غير موجود أو فارغ (من ويكي بيانات) (مساعدة)
7. ↑  GeoNames (بالإنجليزية), 2005, QID:Q830106
8. ↑  ميوزك برينز (بالإنجليزية), MetaBrainz Foundation, QID:Q14005
9. ↑  "Bac ninh weather". مؤرشف من الأصل في 2018-10-02. اطلع عليه بتاريخ 2013-06-27.